# Taterillus petteri
Taterillus petteri är en däggdjursart som beskrevs av Gautun, Tranier och Sicard 1985. Taterillus petteri ingår i släktet Taterillus och familjen råttdjur. IUCN kategoriserar arten globalt som livskraftig. Inga underarter finns listade i Catalogue of Life.
Arten når en kroppslängd (huvud och bål) av 101 till 135 mm, en svanslängd av 100 till 166 mm och en vikt av 30 till 62 g. Bakfötterna är 28 till 36 mm långa och öronen är 17 till 20 mm stora. Pälsen på ovansidan är ljusorange till kanelfärgad och undersidan är vit.
Arten lever i Mali, Burkina Faso och västra Niger. Habitatet utgörs av savanner. Taterillus petteri vistas ofta nära floder eller i uttorkade flodbädd.

Födan utgörs under regnperioden av frön, gröna växtdelar och leddjur samt under den torra perioden endast av frön. Enligt en studie från Burkina Faso har individerna avgränsade revir. Bara under parningstiden förekommer en överlappning av territorierna från hanar och honor. Några exemplar skapade tillsammans underjordiska bon. Honor har mellan juni och september en kull med 2 till 6 ungar.